# 荻田本繁
荻田 本繁（おぎた もとしげ、寛永17年（1640年） - 元禄14年（1701年）4月8日）は、江戸時代初期の越後高田藩家老。通称は主馬。越後騒動の中心人物の一人。

## 経歴

### 小栗美作との対立
寛文6年（1666年）、父荻田長磐が越後高田地震により死去したため家督を継ぎ、次席家老・糸魚川城代（1万4千石）となる。地震後、藩主松平光長の命を受け、地震で倒壊した高田城二の丸の瓢箪島の修復工事を行ったが失敗。筆頭家老小栗美作（1万7千石）が代わって完成させたため、面目を失った本繁は、美作を敵視するようになった。
美作は藩士の禄を地方知行制から蔵米制に改め、殖産興業を推進するなど藩政改革を推し進めた。しかし蔵米制への移行は多くの藩士にとっては減収となり怨まれ、また美作自身の贅沢好きで傲慢な性格から悪感情を持たれ、藩主光長の異母妹閑を嫁にしたことものちに誤解を生むきっかけとなった。

### 越後騒動
越後騒動も参照
延宝2年（1674年）、光長の嫡子綱賢が死去した。綱賢は無嗣であり、光長も他に男子がいなかったため急ぎ世嗣を決めねばならなくなった。美作ら重臣たちの評定により永見長頼の子万徳丸が光長の世嗣となった。万徳丸は元服して4代将軍徳川家綱から偏諱を賜り綱国と名乗った。そして綱国の守役として、美作派の安藤九郎右衛門が付けられた。
世継ぎの選定は、光長と美作一派によって進められ、本繁ら他の重臣は蚊帳の外に置かれた。そのため、本繁や本多七左衛門などが反発した。美作は光長に、本繁を大老に昇進させるよう進言し、懐柔を図った。
しかし、美作の独裁への反発は収まらず、本繁らは美作が大六を藩主の養子として1万石を分知する計画であると吹聴し、その排除を訴えた。延宝7年（1679年）1月、反美作派は「お為方」を称し、およそ890名が光長の異母弟である御連枝永見大蔵と本繁に誓紙を提出した。1月7日夜、お為方の530人あまりが美作邸の門外まで押しかけたが、美作は堅く門を閉じて取り合わなかったため引き揚げた。本繁は美作の謀反を光長に訴え出たが、逆にお為方の騒動を鎮めるように命じられ、本繁らの仕掛けた政変は失敗に終わった。
事件が江戸幕府の知るところとなると、大老酒井忠清は穏便に済ませようとした。同年10月、越後家親戚筋の松平近栄、松平直矩（光長の従弟）が藩の相談役となり、美作は騒動の責任をとって家老を辞職、そして重臣で中立を保っていた片山主水が藩政を見るという裁定を下した。
だが、お為方は収まらず、美作が幕府裁定を偽作したと主張した。10月19日、幕府はお為方の主立った人物である永見、本繁、片山外記、中根長左衛門、渡辺九十郎の5人を評定所に呼び出した。その結果、お為方は家中に誓紙を取り徒党をなし、雑説を流布し家中人心を惑わした罪として5人は他家預かり、あるいは追放となった。本繁は松江藩主・松平綱近にお預けとなった。本繁は、縁戚が幕臣にもいるため軽い処分で済むと思っていたので、国許の家老茂呂弥左衛門らへの書状に「驚くべきに存じ候」と書き送っている。こうして本繁は、子の民部、久米之助と共に松江に流され、妻と娘二人は滝川利錦に、妹は神尾守勝（本繁の実弟）に預けられた。
しかし、本繁らの追放後も、高田藩の騒動は収まらなかった。藩に残ったお為方は、処分は美作が酒井忠清に賄賂を贈った結果の片手落ちだと主張した。延宝8年（1680年）5月、将軍家綱が死去し、綱吉が5代将軍となると、酒井忠清は大老を辞職し、綱吉派の老中堀田正俊が幕閣の実力者となった。そこでお為方は正俊に再審を運動し、将軍の越後騒動親裁を引き出すことに成功した。
天和元年（1681年）6月21日、綱吉は「お為方」の永見と本繁、「逆意方」の小栗美作を召し、みずから裁決を行った。綱吉は、まず美作の横暴について永見と本繁に問い、ついで美作に弁解させた。さらに永見と本繁を尋問して裁判は終わった。この間、僅かに30分であった。翌6月22日、評定所で判決が下された。美作父子は切腹となったが、永見と本繁は八丈島に流罪となり、両派多数が処罰された。さらに6月26日、藩主光長は家中不行き届きを理由に改易され、高田藩そのものが取り潰されてしまった。

### 晩年
本繁と永見は流罪にあたり、家臣一人ずつの随行が許されていた。そこで本繁の家臣・中川源八郎、永見の家臣・浜口源次郎が付き従うことになったが、実際には乗船せず、二人だけで八丈島に流された。二人は「藩」からの生活費で凌いだが、高田藩は改易されている為、この「藩」がどこを指すのかは不明である。また、妻からの手紙も、2度ほど八丈島に届けられた。
元禄12年（1699年）、八丈島では潮風をかぶったために穀物が不作となり、翌年も塩害で全く収穫が得られなかった。そのため二人は飢え、元禄14年（1701年）4月5日にまず永見が餓死し、4月8日、本繁も後を追うように餓死した。幕府の救助米1080石が島に届けられたのは、その2ヶ月後のことであった。

## 子孫と墓所
子の民部と久米之助は、引き続き松平綱近に預けられた。元禄15年（1702年）赦免され、母のいる武蔵国橘樹郡大師河原（現：川崎市川崎区大師河原）に引っ越した。民部は名主の池上家の食客となり、次いで遠藤野（現：川崎市川崎区観音）で農民となった。弟の久米之助は、隣村の大島村（現：川崎市川崎区浜町2丁目）に移住し、湿地を開拓した。久米之助の子孫は、後に苗字を杉本と改めた。いずれの家系も子孫は現存している。
本繁と永見は八丈島に葬られたが、明和年間（1764年 - 1772年）には既に墓所は不明となっていた。明和8年（1771年）、流人として八丈島にやって来た青山喜平次はこれを他人事ではないと思い、24年間捜索した結果、島内の粥倉にあることを突き止めた。そこで喜平次は、墓所の隣地を買い求めて、本繁らのみならず、死亡した流人を残らず改葬した。そして喜平次は出家してみずから供養した。なお、本繁の遺骨は家来がひそかに持ち出し、菩提寺である越後小見の龍光寺に葬られたが、幕府に遠慮して墓は作られなかったともいう。
その後、八丈島の墓所は長楽寺が管理したが、再び墓の行方はわからなくなった。平成21年（2009年）11月6日、本繁の子孫である荻田昌昭、荻田昇、青山剛征が地元住民の協力を得て、笹藪の中にある墓石を再発見した。2010年3月2日、3名によって永見と本繁の墓であることを示す看板が設置された。